# The Best of Bowie
The Best of Bowie è una compilation del cantautore britannico David Bowie, pubblicata nel 1980. In aggiunta alle rare edizioni in 7" di Fame e Golden Years, la compilation contiene edizioni uniche di Life on Mars? e di Diamond Dogs, presumibilmente per riuscire a contenere tutti e sedici i brani in un unico LP.
La copertina era basata sul disegno originale riportato sulla custodia del singolo in 12 pollici Fashion. L'album raggiunse la terza posizione nella Official Albums Chart, la classifica musicale stilata a nome dell'industria di registrazione britannica.

## Tracce
Lato A
Testi e musiche di David Bowie tranne quando diversamente specificato.
1. Space Oddity – 5:07
2. Life on Mars? – 3:34 – (edizione K-tel)
3. Starman – 4:07
4. Rock 'n' Roll Suicide – 2:56
5. John I'm Only Dancing – 2:37 – Sax Version
6. The Jean Genie – 4:03
7. Breaking Glass – 3:27 (Bowie, Dennis Davis, George Murray) – live da Stage
8. Sorrow – 2:51 (Bob Feldman, Jerry Goldstein, Richard Gottehrer)

Durata totale: 28:42
Lato B
Testi e musiche di David Bowie tranne quando diversamente specificato.
1. Diamond Dogs – 4:36 – (edizione K-tel)
2. Young Americans – 5:05
3. Fame[2] – 3:25 (Bowie, John Lennon, Carlos Alomar)
4. Golden Years[2] – 3:20
5. TVC 15[2] – 3:28 – Sax Version
6. Sound and Vision – 3:00
7. Heroes[2] – 3:26 (Bowie, Brian Eno)
8. Boys Keep Swinging – 3:15 (Bowie, Eno)

Durata totale: 29:35

## Classifiche
| Anno | Classifica           | Posizione |
| ---- | -------------------- | --------- |
| 1981 | Classifica norvegese | 21        |
| 1981 | UK Albums Chart      | 3         |